# Kirsten Munk

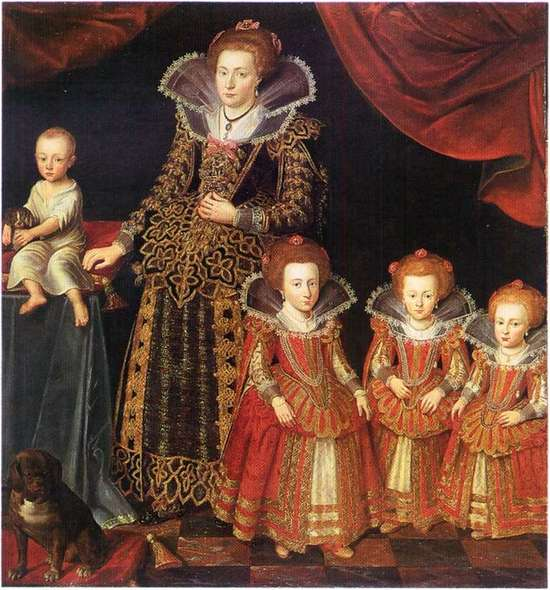
Kirsten Munk y sus hijos.

Kirsten Munk (a veces "Cristina Munk"; 6 de julio de 1598 - 19 de abril de 1658) fue una noble danesa, la segunda esposa del rey Cristián IV de Dinamarca, y madre de doce de sus hijos.

## Biografía
Kirsten era la hija de Luis Munck (1537-1602) y Ellen Marsvin (1572-1649), miembros de la nobleza danesa adinerada pero sin título. Su madre, viuda por segunda vez en 1611, era la mayor terrateniente de Fionia.

## Matrimonio morganático
Antes de ceder a Kirsten a los deseos evidentes del rey Cristián IV, su madre negoció que, debido a que ella era miembro de la nobleza y no una plebeya, se convertiría en su esposa en lugar de su amante, y que recibiría propiedades en su propio nombre como señales de las intenciones honorables del rey. El 31 de diciembre de 1615, se casó morganáticamente con el rey viudo, pero no dentro de una iglesia. En 1627, se le dio el título de condesa de Schleswig-Holstein.

## Descendencia
Tuvieron 12 hijos. Se rumoreaba que la más joven no era hija del rey;
- Ana Catalina Christiansdatter (1618-1633).
- Sofía Isabel Christiansdatter (1619-1657).
- Leonor Cristina Christiansdatter (1621-1698).
- Valdemar Cristián (1622-1656).
- Isabel Augusta Christiansdatter (1623-1677).
- Federico Cristián (1625-1627).
- Cristiana Christiansdatter (1626-1670).
- Eduviges Christiansdatter (1626-1678).
- María Catalina Christiansdatter (1628).
- Dorotea Isabel Christiansdatter (1629-1687).

Sus hijos se casaron con miembros de la nobleza danesa, Corfitz Ulfeldt y Hannibal Sehested se encuentran entre sus ambiciosos yernos. Desde la muerte del rey en 1648 hasta 1652, cinco de los esposos de sus hijas fueron conocidos como el llamado Partido de los Yernos, ejerciendo una influencia dominante en el Rigsråd. Anteriormente, el hijo de Kirsten, el Conde Valdemar de Schleswig-Holstein, se había mostrado prometedor, al comprometerse con la zarevna Irina Mikhailovna Romanova, hija del zar Miguel I de Rusia. La alianza fue impedida por las objeciones danesas a la conversión de Valdemar a la Iglesia Ortodoxa Rusa. Sin embargo, en ese momento se creía que la desilusión del rey por la ruptura del compromiso había acelerado su muerte.
Una de las hijas de Kirsten, la condesa Leonor Cristina, se distinguió por una vida aventurera internacional, seguida de encarcelamiento durante décadas en el calabozo real de Dinamarca, y por la publicación póstuma de sus memorias, que todavía son bien consideradas tanto como prosa escandinava como literatura feminista temprana. A pesar de la agitación del matrimonio de sus padres y los conflictos entre sus hermanos y cuñados, según sus propios escritos, la juventud de Leonor Cristina y los primeros años de casada en la corte real danesa fueron felices.

## Divorcio
En 1627, Kirsten se enamoró de un capitán de caballería alemán al servicio de su marido, el Rhinegrave Otón Luis de Salm-Kyrburg (1597-1634). Se alega que la pareja tuvo encuentros en Fionia, en el Palacio de Kronborg y Copenhague. Finalmente, se corrió la voz sobre el asunto. Supuestamente, después de ver a dos doncellas durmiendo afuera de su puerta cerrada, el rey consiguió que un lacayo grabara la fecha en una piedra y no volvió a tener relaciones carnales con Kirsten. Su última hija nació 10 meses después de esto y él se negó a aceptarla como legítima, en su lugar la llamó "señorita sobrante". Al final, acusó formalmente a Kirsten de adulterio, brujería y asociación con un mago en Hamburgo.
Su suegra trató de mitigar la indignación del rey (varias de sus nietas estaban comprometidas para casarse con los principales nobles de Dinamarca) alentándolo a entablar una aventura amorosa con la dama de honor de su hija, Vibeke Kruse. Aunque el rey engendró hijos con Kruse, que luego se convirtieron en rivales políticos de los hijos y yernos de Kirsten Munck, continuó con el divorcio y la exilió a Jutlandia en 1629.
Kirsten misma se negó a admitir su adulterio. Después de un interrogatorio, la mantuvieron en Stjernholm en Horsens y luego la pusieron bajo arresto domiciliario en Boller en 1637. Este encierro continuó hasta 1647, supuestamente debido al estímulo de Vibeke Kruse para que el rey siguiera siendo estricto. Sin embargo, Kirsten nunca fue llevada a juicio a pesar de las reiteradas amenazas a ese efecto por parte del rey y su buena relación con sus hijos y yernos llevaron a su intercesión con el rey y la eliminación de su encierro.

## Vida posterior
En su lecho de muerte en 1648, su esposo la llamó, pero cuando ella llegó ya estaba muerto. Kirsten y sus hijos hicieron desterrar a Vibeke Kruse de la corte. También confirmó su matrimonio y sus hijos como legítimos, aunque morganáticos y por lo tanto sin derechos al trono.
El Partido de los Yernos habló por ella en el consejo 1648–51, y cuando cayó del poder, apoyó a su yerno Corfitz Ulfeldt. Ulfeldt y su hija Leonor se pusieron del lado de Suecia, y se alega que Kirsten Munk financió la invasión y ocupación de Dinamarca por el rey Carlos X Gustavo de Suecia. Murió durante la ocupación sueca y se le dio un gran funeral en Odense.